# Золотарёв, Теодор Лазаревич
Теодор Лазаревич Золотарёв (1904, Херсонская губерния — 1966, Москва) — советский гидроэнергетик, академик АН КазССР (1962), доктор технических наук (1938), профессор (1937).

## Биография
Родился 10 апреля 1904 года (по другим данным — 16 августа 1904) в украинском селе Гросулово. До 1922 года жил в г. Херсоне. где учился в средней и профшколе по строительной специальности. В 1922 году переехал в город Тифлис, работал в лаборатории, в этом же году поступил учиться на гидроэлектромеханическое отделение Грузинского политехнического института.
В 1927 году окончил Грузинский политехнический институт и начал работать в Баку в Энергострое ВСНХ инженером-конструктором. Затем заместитель главного инженера и заведующий проектным бюро электростроя ВСНХ АзССР. Участвовал в проектировании и строительстве Нухинской, Нижне-Зурнабадской, Тертерской, Кубинской, Мингечаурской ГЭС, Карасахкальской, занимался вопросами электрификации сельского хозяйства республики.
С 1930 года Золотарёв начинает преподавать в Азербайджанском индустриальном (позднее нефтяном) институте; ассистент, доцент, заведующий кафедрой.
С 1932 года работает во Всесоюзном научно-исследовательском институте энергетики и электрификации в Москве, где возглавляет группу по гидроэнергетическим ресурсам. В 1934 году получил без защиты диссертации учёную степень кандидата технических наук. В 1937 году защитил в Энергетическом институте им. Г. М. Кржижановского докторскую диссертацию по гидроэнергетике на тему «Гидроэлектроцентраль в энергетической системе».
С 1940 года начальник Главного Управления учебными заведениями Наркомата электростанций СССР.
С 1946 года работал также деканом созданного по его инициативе в МЭИ (Московский Энергетический Институт) гидроэнергетического факультета и заведовал кафедрой электростанций. Основатель московской школы гидроэнергетики. Под руководством Т. Л. Золотарёва в Московском энергетическом институте было подготовлено и защищено 40 кандидатских диссертаций.
С 1960-х годах Т. Л. Золотарёв работал на кафедре экономики энергетики промышленности и организации предприятия Московского энергетического института, занимался вопросами оптимизации режимов работа ГЭС. Теодор Лазаревич Золотарёв в разное время состоял в нескольких учёных и технических советах, руководил учёным советом по комплексному использованию водных ресурсов Государственного комитета по координации научно-исследовательских работ, учёным советом по гидроэнергетике Министерства высшего образования СССР.
В конце жизни перешел работать в Энергетический институт Казахстана, где трудился вплоть до 1966 года. В Алма-Ате в 1962 году был избран академиком Казахской академии наук. В загородной поездке на автомобиле попал в автокатастрофу, лечился и вернулся в Москву.
Был награжден орденом «Знак Почета» и медалями.

Могила Т. Л. Золотарёва на Введенском кладбище в Москве

Умер в 1966 году в Москве, похоронен на Введенском кладбище (21 уч.).

## Научная деятельность
Теодор Лазаревич Золотарёв является автором около 210 научных работ, изданных на 13 языках, включая 12 монографий и около 100 научно-популярных изданий, был редактором более 20 книг и сборников. Около 20 его работ посвящены проектированию и оптимизации режимов Камской ГЭС, Волжских ГЭС им. В. И. Ленина и им. XXII съезда КПСС, ДнепроГЭС и др.).
Занимался вопросами гидроэнергетики, экономики энергетики и водного хозяйства. Широко известны его работы по изучению гидроэнергоресурсов СССР, режимов ГЭС в энергосистемах, переходных процессов в гидроэнергетических установках, экономической оптимизации энергетики и комплексного использования водных ресурсов.
Основные научные работы:
- Атлас энергетических ресурсов СССР. В 2-х томах. Москва, 1933—1935.
- Гидроэнергоцентраль в энергосистеме. Москва, 1939.
- Гидроэнергетика. Москва, 1950.
- Энергетика мира. Москва, Ленинград, 1957.